# Bracciano
Bracciano (Aussprache: brat͡ʃano) ist eine italienische Stadt in der Metropolitanstadt Rom in der Region Latium mit 18.490 Einwohnern (Stand 31. Dezember 2023).

## Geografie

Lage von Bracciano in der Provinz Rom

Bracciano liegt 38 km nordwestlich von Rom und 49 km östlich von Civitavecchia. Die Altstadt befindet sich oberhalb des nach dem Ort benannten Braccianosees, dessen Westteil zum Gemeindegebiet gehört. Die Altstadt umgibt die Burg, die in beherrschender Lage erbaut wurde. Unterhalb der Altstadt befindet sich der Stadtteil Lungolago am Seeufer, mit touristischen Einrichtungen und einer Anlegestelle für den Schiffsverkehr. Auch die Stadtteile Vigna Grande und Vicarello befinden sich am Seeufer. Im Hügelland südlich und südwestlich der Altstadt befinden sich die Stadtteile Pisciarelli, Castel Giuliano, Sambuco und Vigna di Valle. Das Gemeindegebiet erstreckt sich über eine Höhe von 125 bis 530 m s.l.m.
Die Nachbargemeinden sind im Uhrzeigersinn: Trevignano Romano, Anguillara Sabazia, Cerveteri, Tolfa, Manziana, Oriolo Romano (VT), Bassano Romano (VT) und Sutri (VT).

### Geologie
Bracciano liegt in dem ehemals vulkanisch aktiven Gebiet des Vulcano Sabatino in den Sabatiner Bergen. Der Braccianosee füllt eine Caldera, die durch den Einsturz unterirdischer Magmakammern entstand. An die vulkanische Vergangenheit erinnern noch zahlreiche Thermalquellen und Gasaustritte in der Umgebung.
Die Gemeinde befindet sich in der Erdbebenzone 3 (wenig gefährdet).

### Verkehr
- Bracciano liegt an der Staatsstraße SS 493 Claudia Braccianese, die nach Rom führt.
- Die Bahnhöfe Bracciano und Vigna di Valle gehören zur Regionalbahnstrecke FL3 Rom-Viterbo.
- Der nächste internationale Flughafen Rom-Fiumicino befindet sich in 49 km Entfernung.

## Geschichte

### Frühzeit

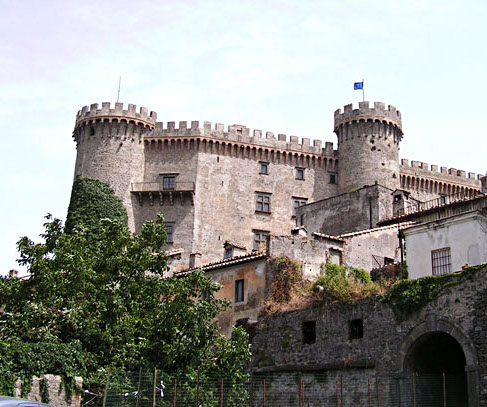
Castello Orsini-Odescalchi

Bracciano ist durch den Fund eines frühneolithischen Einbaumes in La Marmotta bekannt, der in die Cardial-Kultur datiert. Bracciano kann als Nachfolgerin der römischen Stadt Forum Clodii gelten, die weiter nördlich an der Via Clodia lag und in der Völkerwanderungszeit aufgegeben wurde.

### Mittelalter und Neuzeit
Mit dem Namen Brachianum wurde ein Nachfolgeort im späten 11. Jahrhundert erstmals erwähnt. Er gehörte seit 1234 den Präfekten von Vico, welche eine ältere Anlage zu einer Burg ausbauten. 1419 übertrug Papst Martin V. diese an die Familie Orsini, welche sie geraume Zeit in Besitz hatte. Papst Pius V. erhob den Ort mitsamt der Umgebung für die hiesige Linie der Familie im Jahre 1560 zum Herzogtum. Eine kriminelle Untat verdüsterte allerdings den Ruf der Orsini von Bracciano: Paolo Giordano ermordete 1576 seine Gattin Isabella de’ Medici, Tochter von Cosimo I. de’ Medici, des Großherzogs von Toskana, angeblich wegen Ehebruchs; darüber hinaus ließ er im Jahre 1583 seine Geliebte Vittoria Accorambuoni wegen deren Gatten, einen Neffen des späteren Papstes Sixtus V., umbringen. Des 1585 gewählten Papstes Rache suchte er zu entfliehen, doch wurden er selbst und seine zweite Gattin 1585 im Exil im venezianischen Salò am Gardasee ermordet, sie von seinem Verwandten Ludovico Orsini.
Sein Sohn Virginio (1572–1615) zeichnete sich allerdings militärisch und diplomatisch aus, weil er im Türkenkrieg Kaiser Rudolfs II. 1594 die toskanischen Truppen befehligte; außerdem wurde er Ritter des Ordens vom Goldenen Vlies und Grande von Spanien. Später war er als Berater seiner Verwandten, der Königin von Frankreich, Maria de’ Medici, tätig, als deren Gatte Heinrich IV. 1610 ermordet worden war und diese die Regentschaft für ihren Sohn Ludwig XIII. ausübte.
Als Herzöge folgten ihm seine Söhne nach, und zwar zuerst Giordano II. bis 1656, der seine Freigebigkeit zwischen 1626 und 1630 durch die Finanzierung der Drucklegung eines naturwissenschaftlichen Werkes erwies, der „Rosa Ursina“ des Jesuitenpaters Rosa Ursina sive Sol, der aus einem Dorf in der Nähe des schwäbischen Türkheim stammte. Der zweite Sohn, Ferdinando, starb schon vier Jahre nach seinem Bruder 1660. Im Jahre 1696 waren die Orsini aber wegen enormer Schulden gezwungen, die Burg zu veräußern: Flavio, der letzte Orsini-Herzog, verkaufte sie zwangsweise für 386.000 Scudi an die aus Norditalien stammende Familie Odescalchi; mit ihm starb 1698 zudem diese Orsini-Linie aus. Oberhaupt der neuen Besitzer war Papst Innozenz XI. gewesen. Zwischen 1803 und 1848 waren Burg und Ort im Besitz der neureichen Bankiersfamilie Torlonia, sie wurden aber von den Odescalchi zurückgekauft, welche die Burg noch heute besitzen.

### Bevölkerungsentwicklung
| Jahr      | 1871  | 1881  | 1901  | 1921  | 1936  | 1951  | 1971  | 1991   | 2001   | 2011   |
| --------- | ----- | ----- | ----- | ----- | ----- | ----- | ----- | ------ | ------ | ------ |
| Einwohner | 2.527 | 3.161 | 3.798 | 5.453 | 5.319 | 7.123 | 9.449 | 11.160 | 13.436 | 18.549 |

Quelle: ISTAT

## Politik
Giuliano Sala (PD) wurde im Mai 2007 zum Bürgermeister gewählt und im Mai 2012 im Amt bestätigt. Sein Mitte-links-Bündnis stellt auch mit 11 von 16 Sitzen die Mehrheit im Gemeinderat.
Bei der Parlamentswahl 2008 hat das Mitte-rechts-Bündnis des PdL in Bracciano 48 % und das Mitte-links-Bündnis des PD 38 % erhalten. Bei der Parlamentswahl 2013 hat das Mitte-rechts-Bündnis des PdL in Bracciano 28,06 %, das Mitte-links-Bündnis des PD 27,07 % und das MoVimento 5 Stelle 31,94 % erhalten.
Bürgermeister von Bracciano:
- 2002–2006: Enzo Negri (Casa delle Libertà)
- 2006–2007: Patrizia Riccioni, stellvertretende Bürgermeisterin nach dem Tod von Negri

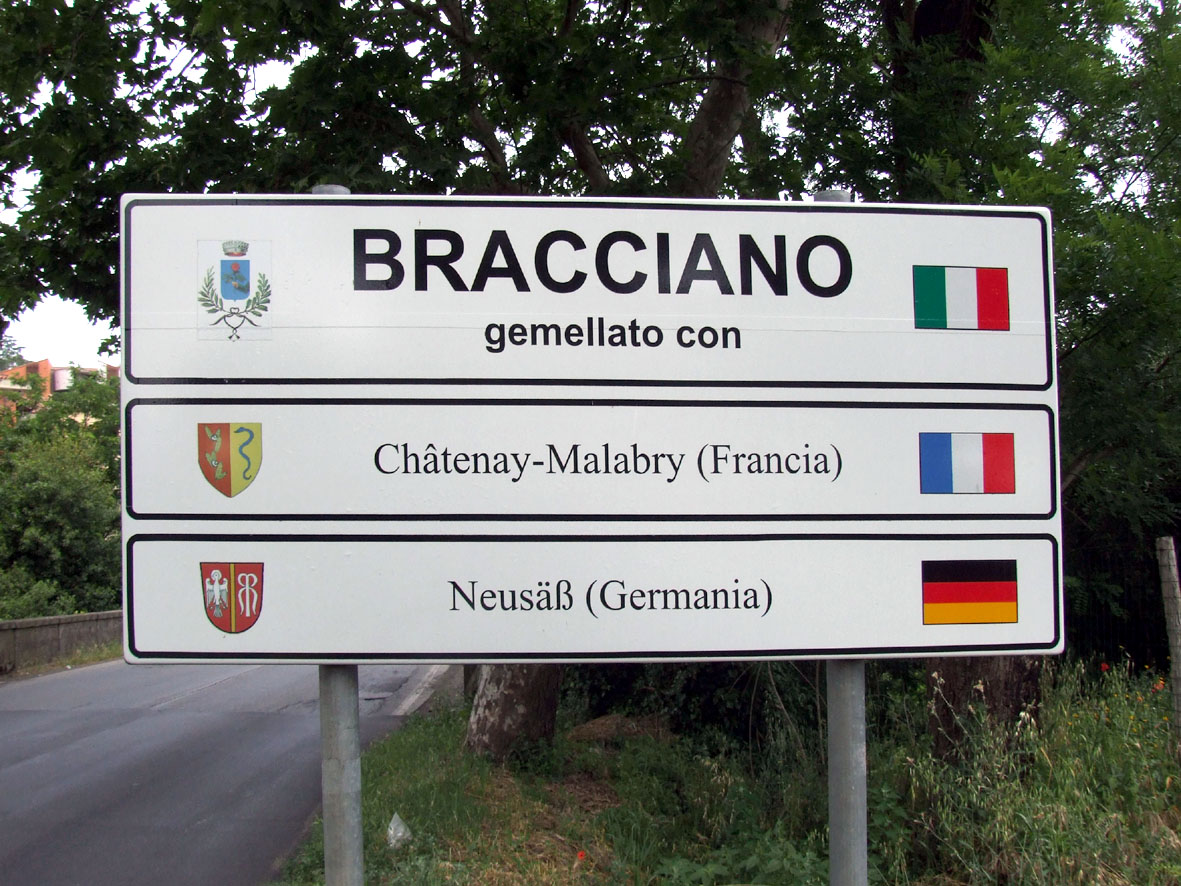
Ortsschild Bracciano

- 2007–0000: Giuliano Sala (PD)

### Wappen
Das Wappen zeigt einen ausgestreckten Arm mit einer roten Rose. Der Arm steht als redendes Wappen für braccio = Arm. Die Rose ist das Symbol der Orsini.

### Gemeindepartnerschaften
Bracciano unterhält Partnerschaften mit folgenden Städten und Gemeinden:
- Châtenay-Malabry, Frankreich (seit 23. April 2011)
- Neusäß, Deutschland (seit 23. April 2011)

## Wichtige Bauwerke
Burg
Besonders eindrucksvoll ist das Castello Orsini-Odescalchi. Bei einem Rundgang über die Burgmauer kann man nicht nur die Stadt Bracciano selbst, sondern auch den See überblicken. Im Inneren befinden sich etliche mit Fresken versehene Räume, und im Hofe sind römische Statuen aufgestellt. Die Burg verkörperte in vielen sogenannten Mantel-und-Degen-Filmen früherer Jahre den Prototyp einer spätmittelalterlichen Festung. Sie überragt markant den historischen Stadtkern mit seiner noch fast vollständig erhaltenen Befestigungsmauer aus der Renaissancezeit. Innerhalb dieser Fortifikation stellt die Burg das nördliche Zentrum dar. Ein ansehnlicher Teil ist im Südosten der Bastione della Sentinella mit einer spornartigen Form, von dem aus sich ein besonders weiter Blick auf den See eröffnet. Die Bastion wurde 1496 vollendet, als der Ort unter Gentile Virginio Orsini eine Belagerung durch päpstliche Truppen auszuhalten hatte. Außerdem weist die Ortsmauer fünf als Halbrundtürme vorspringende Eckbefestigungen auf.
Der ausgeklügelte Plan der Burg schließt zwei Bestandteile ein, einen dreieckigen westlichen mit vier Rundtürmen und einen kernartigen östlichen mit weiteren zwei Rundtürmen. Im Inneren befinden sich zwei Höfe. Dieser noch heute vorhandene Bauzustand wurde zwischen 1470 und 1490 geschaffen und im späten 19. Jahrhundert durch eine romantisierende Restaurierung verklärt. Paolo Giordano I. ließ im Umfeld der Burg einen regelmäßig angeordneten neuen Ortsteil südlich des alten im Anschluss an die Pfarrkirche anlegen. Damit dehnte sich Bracciano langsam über die Mauern des Stadtkerns hinaus aus, weshalb der barocke Stadtpalast 1630 außerhalb erbaut wurde. Ob die Renaissancegestalt der Festung auf eine Beteiligung des bekannten Architekten Francesco di Giorgio Martini zurückzuführen ist, muss freilich offenbleiben. Die Burg wird heute für Veranstaltungen wie Hochzeiten und Ausstellungen genutzt.
Weitere Bauwerke

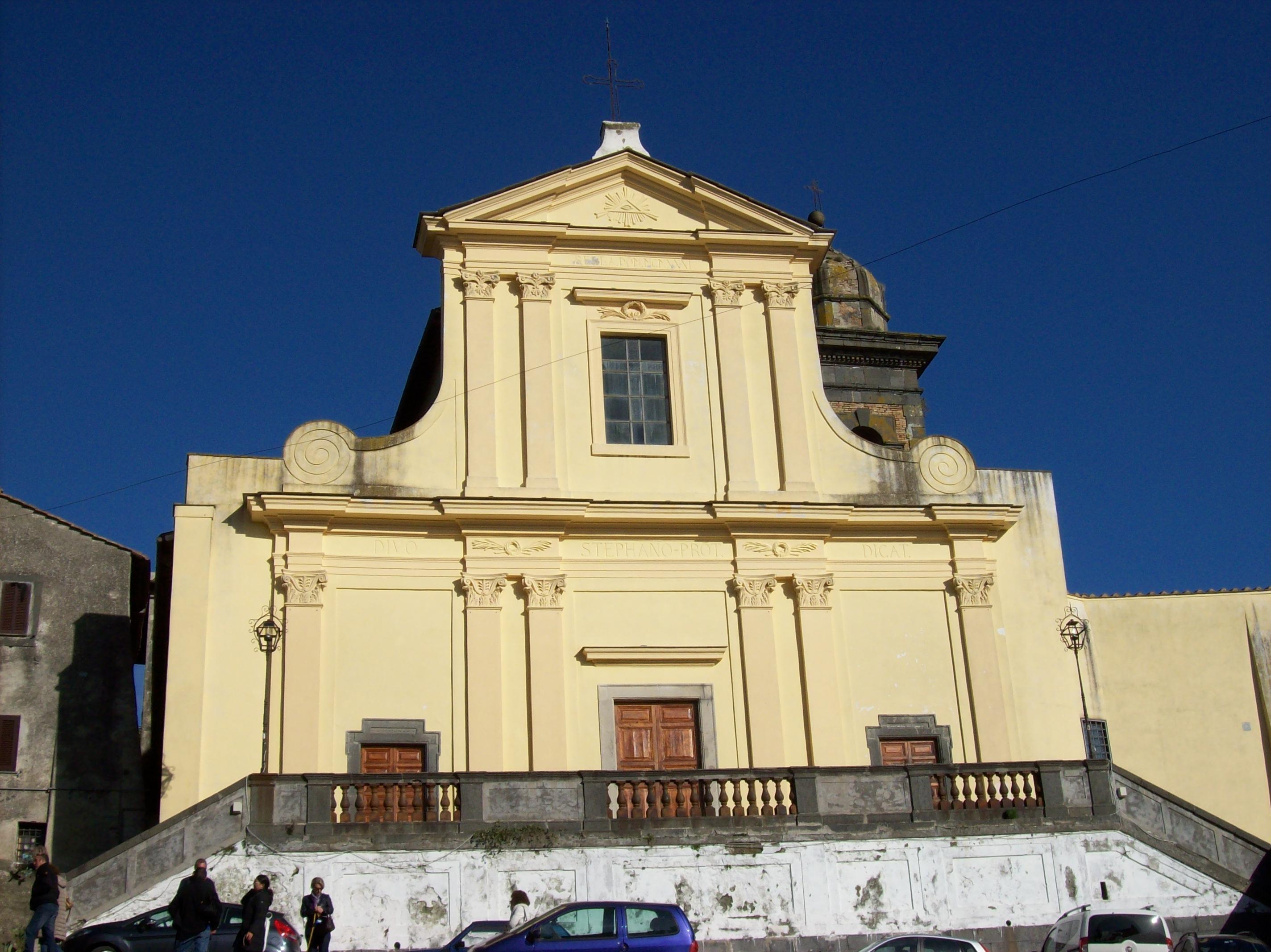
Santo Stefano

- Vom Stadtpalast aus kommt man zu einem Platz, an dem links das ehemalige Kloster Santa Maria Novella von 1436 steht, dessen Kirche eine Fassade von 1765 besitzt. Das Konventsgebäude mit seinem Kreuzgang beherbergt heute die städtischen Sammlungen von säkularen und sakralen Kunstgegenständen.

- Die Pfarrkirche Santo Stefano wurde im Hochmittelalter erbaut, aber mehrfach verändert. So stammt die Fassade aus dem Jahre 1758, während die Freitreppe 1875 hinzugefügt wurde. Der markante Glockenturm von 1619 zeigt eine hochbarocke Form. Einige Jahre später wurde die Kirche 1638 zur Stadtpfarre erhoben, wobei gleichzeitig eine Umorientierung erfolgte. Damals trat S. Stefano an die Stelle der heute nicht mehr vorhandenen Kirche S. Clemente.

- In Richtung Trevignano steht die kleine Kirche Santa Maria del Riposo, die 1573 möglicherweise nach einem Plan des Architekten Giacomo Barozzi da Vignola, vollendet wurde. Sie besitzt einen mit Fresken ausgestatteten Innenraum. Am südwestlichen Rande der Stadt folgt das Kloster der Kapuziner von 1580.

- Im Stadtteil Pisciarelli, dessen Name vom lateinischen Worte piscis abgeleitet ist, erhebt sich die große Kirche San Lorenzo mit ihrer hohen Fassade, die eine barocke Kolossalordnung besitzt. Der kleine Innenraum ist im gleichen Stile gestaltet und weist drei interessante Altargemälde auf.

- Der rund sechs Kilometer entfernte Stadtteil Vicarello besteht aus einem Gutshof beiderseits der den See umfahrenden Straße. Der Gebäudekomplex der ehemaligen Bagni di Vicarello ist heute außer Betrieb. Hier wurden am Platze einer antiken Siedlung etliche Kleinkunstfunde gemacht, die in römische Museen gelangten.

- Zwischen Bracciano und Vicarello steht die romanische Kirche San Liberato, in die zahlreiche antike Spolien verbaut sind. Hier wird der Standort der antiken Stadt Forum Clodii vermutet.

Militärische Einrichtungen
- Im Stadtteil Vigna di Valle, südöstlich des Zentrums von Bracciano, ist das Italienische Luftfahrtmuseum der italienischen Militärluftfahrt gewidmet. Es befindet sich unmittelbar am Braccianosee, der in der Vergangenheit auch von militärischen und zivilen Wasserflugzeugen genutzt wurde.

- Westlich des Zentrums von Bracciano, im Stadtteil Bracciano Due, liegt an der Via Braccianese Claudia die Kasernenanlage Montefinale (⊙) mit der Artillerieschule des italienischen Heeres. Die Schule befindet sich seit dem Jahr 1910 in Bracciano.

- Ganz im Südwesten des Gemeindegebietes liegt an der Provinzstraße SP 2c der kleine Militärflugplatz Bracciano-Monte dell’Oro.

## Brauchtum und Kulinarische Spezialitäten
Am Fronleichnamsfest werden in Bracciano Straßen, durch die die Prozession zieht, mit Blumenteppichen geschmückt.
Eine Spezialität auf dem Speisetisch ist der Aal aus dem Lago di Bracciano. Seine Zubereitung ist unterschiedlich: Er kann mit Lorbeer und Essig gekocht, aber auch mit einer Soße aus Sardellen, Peperoni, Gewürzen und Essig angerichtet werden. Außerdem sind in Würfel geschnittene Aale beliebt, die zusammen mit Brot und Lorbeer auf Spießchen gesteckt sind.
Seit jüngerer Zeit werden von Rom aus wieder Zugfahrten mit Dampflokomotiven zu Sehenswürdigkeiten in der Umgebung veranstaltet: Der „Trenino della Tuscia“ fährt nach Bracciano, Bagnaia und Vignanello. Die normalen Züge von Bracciano aus führen entweder nach Viterbo oder zum Bahnhof Roma Ostiense.

## Persönlichkeiten
In Bracciano geboren
- Alessandro Orsini (1592–1626), Kardinal
- Pietro de Villanova Castellacci (1815–1881), Kurienbischof
- Cristiano Bergodi (* 1964), Fußballspieler und -trainer
- Veronica Borsi (* 1987), Hürdenläuferin
- Davide Faraoni (* 1991), Fußballspieler

Personen mit Bezug zu Bracciano
- In Bracciano lebt der Fernsehregisseur Marco Serafini.
- Im Castello Orsini-Odescalchi heirateten am 18. November 2006 Tom Cruise und Katie Holmes nach Scientologyritus. Im Mai 1998 hatten hier auch schon der Sänger Eros Ramazzotti und Michelle Hunziker geheiratet.